# Solanum quebradense
Solanum quebradense är en potatisväxtart som beskrevs av Sandra Diane Knapp. Solanum quebradense ingår i släktet skattor som ingår i familjen potatisväxter. Inga underarter finns listade i Catalogue of Life.